# 빙고 스미스

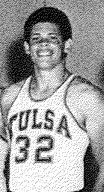

빙고 스미스(Bingo Smith, 본명: 로버트 "빙고" 스미스, Robert "Bingo" Smith, 1946년 2월 26일 ~ 2023년 10월 26일)는 미국의 프로 농구 선수였다. 샌디에이고 로키츠, 클리블랜드 캐벌리어스 및 로스앤젤레스 클리퍼스에서 뛰었다.

## 대학 경력
스미스는 털사 골든 허리케인(Tulsa Golden Hurricane)에서 뛰었다. 아나운서인 렌 모튼(Len Morton)이 득점할 때마다 "빙고"를 외치면서 빙고라는 별명을 얻은 곳도 바로 이곳이다.

## 개인의 생애 및 사망
2009년 4월 1일, 스미스는 뇌졸중을 겪었다. 그는 이혼했으며 5명의 자녀, 5명의 손자, 2명의 증손자를 두었다.
스미스는 2023년 10월 26일 77세의 나이로 사망했다.